# Hugo Matthiessen
Hugo-Albert Matthiessen (Fredericia, 19 de diciembre de 1881 – Copenhague, 9 de diciembre de 1957) fue un historiador cultural y fotógrafo danés.

## Vida y educación
Hugo Matthiessen nació en Fredericia hijo de Amandus-Adolf Matthiessen y su esposa, Dagmar-Nathalie Vinther.
En 1901 ingresó en la universidad de Fredericia para cursar los estudios de lingüística y tras su finalización, se trasladó a Copenhague para realizar, en su universidad, el doctorado en historia, el cual, consiguió en 1906. En 1913 contrajo matrimonio con Ellen-Hansine Reitzel y falleció en 1957 con 76 años de edad. Fue enterrado en Copenhague, en el cementerio de la iglesia de Holmen.

## Carrera profesional
Comenzó su carrera profesional en 1910 como ayudante dentro del Museo Nacional de Dinamarca y consiguió ascender para convertirse en subinspector (1914) e inspector (1927) del mismo. Trabajó en él hasta dos años antes de su jubilación y entre sus tareas se incluyó la dirección del archivo de antigüedades y fotografía. Gracias a sus esfuerzos en pos de la conservación de edificios históricos, se promulgó la primera ley danesa de conservación del patrimonio.
Publicó un buen número de obras. Inicialmente sobre aspectos ocultos de la sociedad y los individuos excluidos de la misma, tales como las prostitutas. Posteriormente centró su obra en estudios sobre las ciudades de mercado danesas y las representaciones topográficas de la península de Jutlandia. Su estilo destacaba por hacer comprender de manera fácil a sus lectores los resultados de sus análisis científicos.
Una de sus obras, Hærvejen –publicada en 1930– contribuyó a la recuperación de esta antigua vía, hoy convertida en una ruta de senderismo y peregrinación denominada igualmente Hærvejen. De hecho, es por su libro por lo que se la conoce actualmente con ese nombre.
Como fotógrafo realizó una gran labor documentando edificios antiguos en ciudades de mercado, caminos y casas solariegas. Sus fotografías son de gran valor ya que actualmente es la única imagen que se tiene de muchas construcciones desaparecidas así como de lugares tal y como eran a principios del siglo XX.

## Obras publicadas
- 1910 : Bøddel og Galgefugl.
- 1911 : Fredericia 1650-1760: Studier og Omrids.
- 1914 : Natten.
- 1917 : Gamle Gader.
- 1919 : De Kagstrøgne.
- 1922 : Torv og Hærstræde.
- 1924 : Københavnske Gader 1728-1795.
- 1927 : Middelalderlige Byer.
- 1930 : Hærvejen.
- 1933 : Viborg-Veje.
- 1936 : Limfjorden: Fortoninger og Strejflys.
- 1939 : Den sorte Jyde.
- 1942 : Det gamle land.
- 1946 : Snapstinget.
- 1950 : Fæstning og Fristed: Interiører med Figurer 1760-1920.
- 1954 : En Greve.

## Reconocimientos
Hugo Matthiessen fue reconocido a lo largo de su carrera con el nombramiento como miembro de varias sociedades científicas y culturales en su país y en la vecina Suecia.
- 1920 : miembro de Vetenskaps-Societeten (Sociedad de la Ciencia) de Lund.[1]
- 1933 : miembro de Det kongelige danske Selskab for Fædrelandets Historie. (Real Sociedad Danesa para la Historia de la Patria).[1]
- 1936 : miembro de Selskabet for dansk Kulturhistorie (Sociedad Danesa de Historia Cultural) y su presidente entre 1941 y 1950.[1]
- 1943 : miembro de Kungliga humanistiska Vetenskapssamfundet (Real Sociedad de Humanidades) de Uppsala.[1]
- 1948 : miembro de Videnskabernes Selskab (Real Academia Danesa de Ciencias y Letras).[1]